# Frontera entre l'Uzbekistan i el Kazakhstan
La frontera entre Uzbekistan i Kazakhstan és la frontera de 2.330 kilòmetres en sentit est-oest que separa el nord de l'Uzbekistan (Karakalpakistan i províncies de Navoiy, Jizzakh, Taixkent i Sirdaryo) del sud del Kazakhstan (província de Manguistau, Aktobé, Oix i Khizilordà i Kazakhstan Meridional). Fou establerta com a frontera internacional amb la dissolució de la Unió Soviètica en 1991.

## Traçat
La frontera comença al trifini entre ambdós països amb Turkmenistan, presenta dos trets rectilinis (com al meridià 56 a l'Est) després de tallar el cada cop més disminuït Mar d'Aral. Del marge oriental del Mar d'Aral segueix cap a l'Est fins a trifini entre ambdós països i Kirguizstan. En 2000 es van produir alguns conflictes territorials entre ambdós estats a propòsit de la frontera. Tanmateix, en 2008 la situació a la frontera s'havia apaivagat.
El 19 d'octubre de 2006 Kazakhstan va construir un mur de seguretat de 45 km al llarg de la seva frontera amb Uzbekistan. El mur del Kazakhstan-Uzbekistan s'estén als districtes administratius de Saryagash i Maktaaral al sud del Kazakhstan i consta d'una tanca de 2,5 m d'alçada que inclou projectors de llum. El mur es troba al llarg de les ciutats de l'Uzbekistan oriental. Va ser construït per frenar el narcotràfic a través de la frontera.